# Gabriel Barbosa
Gabriel Barbosa Almeida (sinh ngày 30 tháng 8 năm 1996), hay còn được biết đến với cái tên Gabriel Barbosa hay đơn giản là Gabigol hoặc Gabi, là một cầu thủ bóng đá chuyên nghiệp người Brasil hiện đang chơi ở vị trí tiền đạo cho câu lạc bộ Flamengo và đội tuyển quốc gia Brasil.
Trưởng thành từ lò đào tạo trẻ của Santos, Gabriel có trận ra mắt chuyên nghiệp ở tuổi 16 và có hơn 200 lần ra sân cho câu lạc bộ trên mọi đấu trường.

## Sự nghiệp câu lạc bộ

### Santos
Sinh ra ở São Bernardo do Campo, São Paulo, Gabriel gia nhập đội trẻ của Santos vào năm 2004. Việc ghi bàn ấn tượng của anh với các đội trẻ của câu lạc bộ, anh được đặt biệt danh Gabigol. Ngày 25 tháng 9 năm 2012, anh ký hợp đồng chuyên nghiệp, với một điều khoản mua lại 50 triệu euro và ra mắt vào ngày 17 tháng 1 năm sau, trong một trận giao hữu với Gremio.
Ngày 26 tháng 5 năm 2013, Gabriel đã ra mắt giải vô địch quốc gia khi chỉ mới 16 tuổi, trong trận hòa 0–0 với Flamengo. Anh ghi bàn thắng chuyên nghiệp đầu tiên của mình vào ngày 22 tháng 8, trong trận đấu với Gremio. Vào ngày 1 tháng 2 năm 2014, Gabriel ghi được một cú đúp trong chiến thắng 5-1 trước Santos Botafogo. Gabriel đã ghi bàn thắng tại Série A đầu tiên của mình vào ngày 20 tháng 4 năm 2014, trong trận hòa 1-1 với Sport Recife.
Sau khi bắt đầu mùa giải năm 2015 trên băng ghế dự bị, Gabriel được chọn vào đội hình chính sau sự ra đi của Robinho. Anh ghi 10 bàn, và là cầu thủ ghi bàn hàng đầu của tại giải Copa do Brasil với tám bàn thắng. Gabriel bắt đầu mùa giải 2016 với hai bàn thắng liên tiếp, chống lại São Bernardo và Ponte Preta. Vào ngày 24 tháng 4, anh ghi được 2 bàn trong trận hòa 2-2 trên sân nhà trước Palmeiras (thắng 3-2 trên chấm phạt đền), giúp đội bóng của anh lọt vào vòng chung kết của Paulistão trong tám lần liên tiếp.

### Internazionale
Vào ngày 27 tháng 8 năm 2016, Gabriel đã ký hợp đồng với Internazionale với hợp đồng 5 năm với giá 29,5 triệu euro. Anh ghi bàn thắng đầu tiên của mình cho Inter vào ngày 19 tháng 2, sau khi vào sân từ băng ghế dự bị, bàn thắng quyết định trong trận thắng 1-0 trước Bologna.

## Sự nghiệp quốc tế
Vào năm 2015, Gabriel cũng được triệu tập cho các trận giao hữu với U23 Brazil, ghi 6 bàn chỉ trong 4 trận. Anh cũng là thành viên của đội chủ nhà giành huy chương vàng tại Thế vận hội mùa hè 2016 dưới sự dẫn dắt của Rogério Micale

## Phong cách chơi bóng
Gabriel được biết đến với kỹ năng kỹ thuật, sự sáng tạo và cách sử dụng kỹ thuật cá nhân với quả bóng. Do sự tinh tế và phong cách chơi bóng đậm chất Brazil của mình, anh đã được các phương tiện truyền thông gọi là "Neymar mới".

## Thống kê sự nghiệp
Tính đến 15 tháng 5 năm 2021
| Câu lạc bộ          | Mùa giải            | Cúp quốc gia        | Cúp quốc gia | Cúp quốc gia | Cúp nhà nước | Cúp nhà nước | Cúp quốc gia | Cúp quốc gia | Châu lục | Châu lục | Khác | Khác | Tổng cộng | Tổng cộng |
| Câu lạc bộ          | Mùa giải            | Hạng                | Trận         | Bàn          | Trận         | Bàn          | Trận         | Bàn          | Trận     | Bàn      | Trận | Bàn  | Trận      | Bàn       |
| ------------------- | ------------------- | ------------------- | ------------ | ------------ | ------------ | ------------ | ------------ | ------------ | -------- | -------- | ---- | ---- | --------- | --------- |
| Santos              | 2013                | Série A             | 11           | 1            | —            | —            | 2            | 1            | —        | —        | —    | —    | 13        | 2         |
| Santos              | 2014                | Série A             | 31           | 8            | 18           | 7            | 7            | 6            | —        | —        | —    | —    | 56        | 21        |
| Santos              | 2015                | Série A             | 30           | 10           | 12           | 3            | 14           | 8            | —        | —        | —    | —    | 56        | 21        |
| Santos              | 2016                | Série A             | 11           | 5            | 17           | 7            | 1            | 0            | —        | —        | —    | —    | 29        | 12        |
| Santos              | Tổng cộng Santos    | Tổng cộng Santos    | 83           | 24           | 47           | 17           | 24           | 15           | —        | —        | —    | —    | 154       | 56        |
| Internazionale      | 2016–17             | Serie A             | 9            | 1            | —            | —            | 1            | 0            | —        | —        | —    | —    | 10        | 1         |
| Benfica (mượn)      | 2017–18             | Primeira Liga       | 1            | 0            | —            | —            | 1            | 1            | 2        | 0        | 1    | 0    | 5         | 1         |
| Santos (mượn)       | 2018                | Série A             | 35           | 18           | 8            | 4            | 3            | 4            | 7        | 1        | —    | —    | 53        | 27        |
| Flamengo (mượn)     | 2019                | Série A             | 29           | 25           | 12           | 7            | 4            | 2            | 12       | 9        | 2    | 0    | 59        | 43        |
| Flamengo            | 2020                | Série A             | 25           | 14           | 10           | 8            | 1            | 1            | 5        | 2        | 2    | 2    | 43        | 27        |
| Flamengo            | 2021                | Série A             | 0            | 0            | 7            | 6            | 0            | 0            | 4        | 6        | 1    | 1    | 12        | 13        |
| Flamengo            | Tổng cộng Flamengo  | Tổng cộng Flamengo  | 54           | 39           | 29           | 22           | 5            | 3            | 21       | 17       | 5    | 3    | 114       | 83        |
| Tổng cộng sự nghiệp | Tổng cộng sự nghiệp | Tổng cộng sự nghiệp | 182          | 82           | 84           | 43           | 35           | 23           | 30       | 18       | 83   | 38   | 338       | 167       |

### Quốc tế
Tính đến ngày 27 tháng 1 năm 2022.
| Brasil    | Brasil | Brasil |
| Năm       | Trận   | Bàn    |
| --------- | ------ | ------ |
| 2016      | 4      | 2      |
| 2020      | 1      | 0      |
| 2021      | 12     | 3      |
| 2022      | 1      | 0      |
| Tổng cộng | 18     | 5      |

### Bàn thắng quốc tế
Bàn thắng và kết quả của Brasil được để trước:
| #  | Ngày                 | Địa điểm                                            | Đối thủ   | Bàn thắng | Kết quả | Giải đấu                 |
| -- | -------------------- | --------------------------------------------------- | --------- | --------- | ------- | ------------------------ |
| 1. | 29 tháng 5 năm 2016  | Dick's Sporting Goods Park, Commerce City, Hoa Kỳ   | Panama    | 2–0       | 2–0     | Giao hữu                 |
| 2. | 8 tháng 6 năm 2016   | Sân vận động Camping World, Orlando, Hoa Kỳ         | Haiti     | 4–0       | 7–1     | Copa América Centenario  |
| 3. | 13 tháng 6 năm 2021  | Sân vận động Mané Garrincha, Brasília, Brasil       | Venezuela | 3–0       | 3–0     | Copa América 2021        |
| 4. | 7 tháng 10 năm 2021  | Sân vận động Olímpico de la UCV, Caracas, Venezuela | Venezuela | 2–1       | 3–1     | Vòng loại World Cup 2022 |
| 5. | 14 tháng 10 năm 2021 | Arena da Amazônia, Manaus, Brasil                   | Uruguay   | 4–1       | 4–1     | Vòng loại World Cup 2022 |